# 莫斯科中央马场

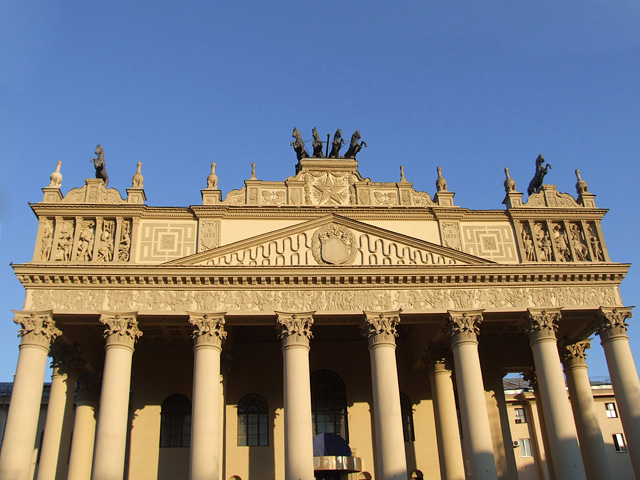
莫斯科中央马场入口

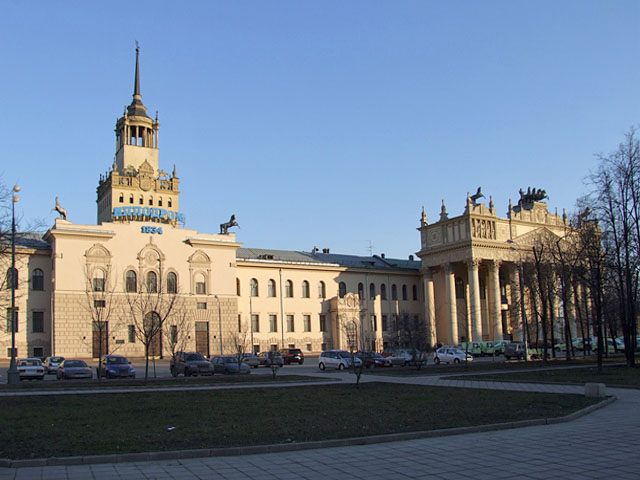
莫斯科中央马场

莫斯科中央马场（俄語：Центральный Московский Ипподром，羅馬化：Tsentralny Moskovsky Ippodrom，缩写）建成于1834年，是欧洲最古老的马场，也是是俄罗斯规模最大的马场之一。莫斯科中央馬場直屬於俄羅斯聯邦農業部。馬場主要任務之一是促進養馬業的繁育。由於賽場條件符合國際標準，所以重大的俄羅斯國內或國際賽事幾乎都在莫斯科中央賽馬場進行 。